# كريستينا بيكر
كريستينا بيكر (بالألمانية: Christina Becker)‏ (و. 1977  م) هي دراجة ألمانية، ولدت في دورتموند.

## سباقات أو مراحل فاز بها
| التاريخ       | السباق                                                        | المركز                  |
| ------------- | ------------------------------------------------------------- | ----------------------- |
| 01 يناير 1995 | 1995 UCI Road World Championships – Junior women's time trial | المركز الثاني           |
| 03 يونيو 2001 | 2001 Eko Tour Dookola Polski                                  | الفائز في التصنيف العام |
| 09 مارس 2008  | Gran Premio Comune di Cornaredo 2008                          | المركز الثالث           |

## روابط خارجية
- كريستينا بيكر على موقع الاتحاد الدولي للدراجات (الإنجليزية)
- كريستينا بيكر على موقع أرشيف الدراجات (الإنجليزية)
- كريستينا بيكر على موقع إحصائيات الدراجات الإحترافية (الإنجليزية)
- كريستينا بيكر على موقع نسبة الدراجات (الإنجليزية)